# 江敩
江敩（452年—495年），字叔文，济阳考城（今河南省民权县东）人。南朝宋齐官員，亦是宋文帝外孙，宋孝武帝女婿。

## 生平
江斆祖父江湛在宋文帝朝獲得重用，江斆父親江恁亦娶了宋文帝女兒淮陽公主，二人生下了江斆。江湛一直支持文帝廢掉品行不端的太子劉劭而改立其妹婿南平王劉鑠，遂成為了劉劭的政敵。元嘉三十年（453年），劉劭起兵弒父奪位，作為政敵的江湛及江恁都遇害。事平後，繼位的宋孝武帝因著親戚關係而召見了還是幼兒的江斆，卻認為他日後必成大器。
江斆長大後年紀輕輕就獲美譽，桂陽王劉休範出任南兗州刺史時就曾辟命他為自己的主簿，但江斆沒有應命。後宋明帝將宋孝武帝女兒臨汝公主許配給江斆，遂拜駙馬都尉，後歷任著作郎、太子舍人及丹陽丞。任丹陽丞時，其上司丹陽尹袁粲很欣賞他，曾多次和他飲宴遊玩一整天。後江斆又先後擔任安成王劉準的撫軍記室、祕書丞、中書郎、劉準驃騎從事中郎、褚淵的衞軍長史，加寧朔將軍等職。昇明二年（478年），執政的蕭道成消滅了起兵的荊州刺史沈攸之後，褚淵進位司空，江斆亦隨轉司空長史，領臨淮太守，仍加寧朔將軍。後又轉任蕭道成的太尉從事中郎。昇明三年（479年），蕭道成封齊公，建齊臺，以江斆為齊國吏部郎。
蕭道成篡宋建齊，是為齊高帝，後以江斆為寧朔將軍、豫章內史。及後，朝廷召江斆為太子中庶子，領驍騎將軍，但那時江斆還未拜新職就發生了其門客收受賄賂的醜聞，高帝更寫信往江斆處命令他核查事件，但江斆卻將門客藏起來，引咎於己，這反令高帝不滿。此時王儉卻和高帝說：「若果江斆連治理郡縣都行，那他就是完美的人了。」高帝於是釋懷。
齊高帝去世後，齊武帝即位，江斆歷任豫章王蕭嶷的太尉諮議參軍，領錄事、南郡王友、竟陵王蕭子良的司徒司馬、侍中領本州中正、司徒左長史領本州中正等職。永明五年（487年），轉任五兵尚書。永明六年（488年），外任輔國將軍、東海太守，加中二千石，行南徐州事。永明七年（489年），還朝任侍中，領驍騎將軍。不久，轉任都官尚書，領驍騎將軍。
永明十一年（493年），齊武帝去世，皇太孫蕭昭業即位，遷江斆為吏部尚書。隆昌元年（494年），遷任侍中，領國子祭酒。同年七月，尚書令、西昌侯蕭鸞等人起兵廢蕭昭業，當時群臣都被召入宮，江斆到雲龍門時知是廢立之事，假稱是五石散藥效發作在車上嘔吐了而離開。蕭鸞在廢掉蕭昭業後先立了蕭昭文，但同年十月蕭鸞就再廢蕭昭文，自登帝位，是為齊明帝。及後明帝先後讓江斆以侍中改領祕書監及領晉安王師職。
建武二年（495年），江斆去世，享年四十四歲。死前他遺令節葬，不接受別人送來的治喪財物。那時齊明帝還是下詔贈三萬錢及一百匹布予江斆家，江斆兒子江蒨申明父親節葬遺命拒絕接受，獲得准許。朝廷贈散騎常侍、太常，諡為敬子。

## 性格特徵
- 江斆喜好文辭，圍棋入第五品。
- 宋齊之間，江斆屢任臺職，但那時其庶祖母王氏因年老多疾，江斆經常親自料理其膳食湯藥，很多時都不能當值，每每為此陳請，朝廷亦通融他。及至齊高帝即位後，江斆仍然在照料王氏病情，乾脆上請解除臺職。
- 齊武帝有一武人出身的寵臣紀僧真，顯貴後打扮談吐都有門第士族的模樣，甚至還為兒子娶了舊高門穎川荀氏的荀昭光之女，進而向武帝請求讓自己躋身門第士族之中。不過，齊武帝向他說這件事不是由他決定，命他親出自拜訪江斆和謝瀹商量。紀僧真於是拜訪江斆，但他剛剛坐下，江斆就命人將自己坐的牀搬離僧真，紀僧真知道江斆是看不起出身寒門的自己，知所請不可得，垂頭喪氣地回去武帝那裹，稱門第士族的確不是天子所能任命。然而當時人卻看重江斆不因紀僧真得寵而退讓的品格[3]。

## 逸事
- 劉宋皇族家庭教育不足，致令公主有很多不合古代家庭倫理的行為，其中一個就是妒心極重[4]。宋明帝皇后王憲嫄的哥哥王藻就娶了劉裕第六女臨川長公主劉英媛，然而王藻因就偏愛一個叫吳崇祖的妾，招來劉英媛的妒恨，竟向宋前廢帝進䜛言中傷丈夫，終令丈夫死在獄中。臨川長公主和琅邪王氏離婚後，宋明帝將之許配給庾沖遠，但還未完婚禮庾沖遠就死了。宋明帝為了遏制公主過分的妒忌行為，適逢其時命臨汝公主嫁予江斆，就命人假託江斆寫了一份辭讓賜婚的上表，內容正正是批評諸位公主嚴妒的行徑[5]。

## 子女
- 江蒨，江斆子，在齊官至建安內史，在梁官至光祿大夫。
- 江曇，江蒨弟，梁侍中、太子詹事。
- 江祿，江蒨三弟，梁武寧太守、太子洗馬、湘東王錄事參軍、驃騎議議參軍及作唐侯相等職。恃其高門不肯退讓宗王而與時為湘東王的梁元帝有私憾。
- 江葺，梁吏部郎。

## 註腳
1. ↑  《南齊書·卷四十三·江斆傳》：幼以戚屬召見，孝武謂謝莊曰：「此小兒方當為名器。」
2. ↑  《南齊書·卷四十三·江斆傳》：王儉從容啟上曰：「江斆若能治郡，此便是具美耳。」上意乃釋。
3. ↑  《南史·卷三十六·江斆傳》
4. ↑  趙翼 《二十二史箚記》卷十一〈宋世閏門無禮〉
5. ↑  《宋書·卷四十一·后妃傳》

## 延伸阅读
[在维基数据编辑]
 《南齊書·卷43》，出自萧子显《南齊書》